# Christian Lovrincevich
Christian Jorge Lovrincevich (Buenos Aires; 26 de septiembre de 1971) es un entrenador argentino de fútbol. 

## Trayectoria
De ascendencia española y croata, nació en el barrio de San Telmo en Buenos Aires. A los 12 años, comenzó su formación como futbolista en las Divisiones Formativas del Club River Plate en el puesto de delantero, quedando libre a los 18 años. Luego, fue a un club del ascenso argentino, en donde se cansó debido a los largos trayectos que debía realizar.
Tras dejar el fútbol, comienza su formación como profesor de Educación Física, estudiando un solo año. A los 21 años fue convocado por las divisiones inferiores de Huracán junto a Jorge Célico y Claudio Morresi, como asistente técnico. A los 24 años se recibe el título de Entrenador Nacional del Fútbol Argentino. 
Comienza como entrenador de divisiones inferiores en Quilmes junto a Luis Soler, en Argentinos Juniors como director de fútbol de menores, en Rosario Central junto al profesor Adrián Navarro y Alberto Boggio, en Estudiantes de La Plata junto a Ariel Paolorossi y el profesor Carlos Acuña y también como director de fútbol de menores en All Boys, entre otros.
También fue elegido como Responsable del Fútbol de menores de la Filial del Fútbol Club Barcelona de España en Argentina.
De basta formación en el ambiente con experiencias en Estados Unidos o España, comienza su etapa como Entrenador de Equipos Profesionales. Tuvo su debut trabajando como director técnico de Comunicaciones, en 2013 dirigió la reserva de Banfield, para,  el 2014 ser oficializado como técnico del Club Social y Deportivo San Jorge, con paso por el Torneo Federal A. Tras una serie de malos resultados y con el equipo colista, presentó su renuncia al cuadro tucumano.
Un año más tarde se transformaría en el conductor de Central Norte, donde estuvo de cerca de lograr el tan ansiado ascenso en el Torneo Federal B. Tras una mala racha, en julio de 2015 presenta su renuncia.
En 2016 emigró a Chile, donde primero dirigiría al Unión San Felipe de la Primera B obteniendo un 4.º puesto en el Torneo Apertura, jugando 17 partidos, ganando en 6, empatando en 7 y perdiendo en 4. En diciembre de 2016 es convocado por Unión La Calera de la misma división. Tras una magra campaña, con el cuadro calerano en la última posición de la tabla acumulada, en mayo de 2017 renuncia al banco.
En mayo de 2017 se daría su llegada a Perú, al Juan Aurich. Tras malos resultados, y con el equipo colista, en septiembre es despedido del equipo peruano.
El 6 de marzo de 2018 es oficializado como nuevo director técnico en Unión San Felipe, en su segundo ciclo como adiestrador del equipo. Tras no lograr una buena campaña, es destituido en la 23ª fecha, tras una derrota ante Deportes Melipilla.
Tras comenzar 2020 dirigiendo las inferiores del Orense ecuatoriano, el 1 de julio de 2020 asume como Ayudante de campo perteneciendo al cuerpo técnico de Javier Sanguinetti de Banfield sucediendo a Julio César Falcioni. Formó parte del cuerpo técnico que se coronó como subcampeón de la Copa de la Liga Profesional 2020, tras caer por penales ante Boca Juniors. En octubre de 2021, con la renuncia de Sanguinetti, dejaron el club.
El 12 de junio de 2023, asume como entrenador de Deportes Concepción, con la complicada labor de mantener la categoría del León de Collao equipo que sólo había logrado un triunfo en 12 encuentros en Segunda División, rápidamente cambio el estilo de juego, trajo nuevos refuerzos para enfrentar la segunda rueda, lo que le permitió salir de los lugares de descenso directo y ganar 6 partidos seguidos con un 79.17% de efectividad, salvando al equipo del descenso. Para la temporada siguiente, tras una fecha del torneo, renuncia al banco lila. Trascendió que dicha renuncia se debió a la mala relación entre el entrenador y parte del plantel, además de con ciertos dirigentes.
El 9 de abril de 2024 es anunciado su regreso a Unión San Felipe, en su tercer ciclo como entrenador. Luego de 4 partidos, y tras obtener solo un empate ante Santiago Morning, el 11 de mayo anuncia a través de su cuenta de Twitter el fin de su ciclo. el 1 de marzo de 2025 es anunciado como nuevo entrenador de San Antonio Unido de la Segunda División. Tras sólo una victoria en 5 partidos, el 8 de abril es anunciado su despido del club sanantonino.

## Clubes

### Como entrenador
| Club                   | País      | Año       | PJ  | PG | PE | PP | Efectividad |
| ---------------------- | --------- | --------- | --- | -- | -- | -- | ----------- |
| San Jorge de Tucumán   | Argentina | 2014      | 15  | 2  | 5  | 8  | 24.44%      |
| Central Norte de Salta | Argentina | 2014-2015 | 32  | 14 | 13 | 5  | 57.29%      |
| Unión San Felipe       | Chile     | 2016      | 13  | 4  | 5  | 4  | 43.59%      |
| Unión La Calera        | Chile     | 2016-2017 | 14  | 2  | 5  | 7  | 26.19%      |
| Juan Aurich            | Perú      | 2017      | 20  | 2  | 9  | 9  | 25%         |
| Unión San Felipe       | Chile     | 2018      | 16  | 9  | 3  | 4  | 62.5%       |
| Sport Boys Warnes      | Bolivia   | 2019      | 16  | 3  | 4  | 9  | 27.08%      |
| Cipoletti              | Argentina | 2023      | 13  | 4  | 2  | 7  | 35.9%       |
| Deportes Concepción    | Chile     | 2023-2024 | 15  | 8  | 4  | 3  | 62.22%      |
| Unión San Felipe       | Chile     | 2024      | 5   | 0  | 1  | 4  | 6.67%       |
| San Antonio Unido      | Chile     | 2025      | 5   | 1  | 2  | 2  | 33.33%      |
| Total                  | Total     | Total     | 161 | 49 | 53 | 62 | 41.4%       |